# Науковець

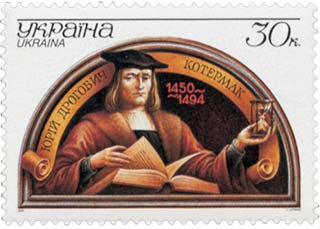
Ректор Болонського університету Юрій Котермак (Дрогобич) на українській поштовій марці

Науко́вець (науко́виця), також уче́ний — спеціаліст у щонайменше одній галузі науки, котрий у своїх дослідженнях застосовує лише наукові методи.

## Визначення
У законодавстві України науковцем вважається фізична особа, яка має вищу освіту та проводить фундаментальні та/або прикладні наукові дослідження і отримує наукові та/або науково-технічні результати.
Українська дослідниця в галузі фізики та наукового термінознавства Ольга Кочерга зауважує, що назви професій українською мовою мають форму іменників (робітник, службовець тощо) на відміну від російської мови, де поширеною є прикметникова форма (рос. рабочий, служащий). Однак замість слова науковець в українській мові поширене слово вчений. Водночас слово вчений усталено вживають і замість науковий у словосполученнях учений секретар, учена рада. Назви наших учених звань, які вже звично співіснують із науковими ступенями, — молодший і старший науковий співробітник (калька з рос. сотрудник).
Англійський відповідник англ. «scientist» запропонував 1833 року Вільям Вевелл на прохання поета Семюела Колріджа. До того використовували природничий філософ (natural philosopher) або людина науки (man of science).[джерело?]
У румунській, турецькій, японській та багатьох інших мовах науковців також називають буквально — «людина науки», наприклад: «ом де штіінца» (рум. om de știință), «билим инсанлар» (тур. bilim insanlar), «каґаку-ся» (яп. 科学者) тощо. У китайській мові науковці — «вмістилище науки» («кесюецзя», кит.: 科学家).